# La Planète aux vents de folie
 (mars 2022).
Si vous disposez d'ouvrages ou d'articles de référence ou si vous connaissez des sites web de qualité traitant du thème abordé ici, merci de compléter l'article en donnant les références utiles à sa vérifiabilité et en les liant à la section « Notes et références ».
La Planète aux vents de folie (titre original : Darkover Landfall) est le premier roman du Cycle de Ténébreuse, écrit par Marion Zimmer Bradley, publié en 1972. Il évoque les faits se rapportant à l'arrivée et l'installation de l'espèce humaine sur la planète Ténébreuse. Ce court roman est donc le premier du Cycle de ténébreuse, si l'on se réfère à la chronologie interne de ce dernier.

## Résumé
Un vaisseau de colonisation, parti rejoindre une planète-colonie en cours de peuplement par les terriens, a dû, à la suite d'un accident lors de son voyage, se crasher en catastrophe sur une planète inconnue, à l'écart des routes de navigations spatiales. Les survivants tentent de s'organiser pour survivre dans un environnement au climat hostile. 
Au fil de la découverte de la planète sur laquelle ils sont échoués, s'opposent les partisans de deux options incompatibles : les officiers et l'équipage du vaisseau, souhaitant sa réparation et de la reprise de la route vers leur destination initiale après quelques années, et les colons, estimant que le destin leur a choisi cette planète, qu'ils ne jugent pas si inhospitalière, nombre d'entre eux étant issus de peuplades originaire du nord du Royaume-Uni.
La planète leur réserve quelques étranges surprises...

## Personnages principaux
- Rafael MacAran : Géologue d'origine irlandaise, membre du contingent d'émigrant en route vers la colonie de Coronis. Après le crash, il mène une expédition d'exploration au sein des futurs monts Kilghard. Cette expédition subit le premier « vent de folie », ce qui amène Rafael MacAran à se rapprocher de Camilla del Rey, laquelle porte son enfant à la suite de cet incident. Rafael MacAran développe des dons télépathiques. Sa descendance fait partie des familles Comyns, quoique de moindre noblesse, son nom de famille se retrouvant dans plusieurs romans ultérieurs, en particulier La Belle fauconnière.

- Camilla Del Rey : Officier de l'équipage du vaisseau transportant les colons et membre de la première expédition d'exploration de la future Ténébreuse, Camilla del Rey a été élevée sur la colonie Alpha et est entrée au service spatial à quinze ans. Ce passé fait qu'elle accepte difficilement les conséquences du crash et en particulier sa grossesse. Elle éprouve de plus une forte admiration pour le capitaine Leicester, son commandant. Ses relations avec Rafael MacAran, le père involontaire de son enfant, finiront néanmoins par se stabiliser. Elle possède également de bonnes dispositions aux dons télépathique et est également à l'origine des lignées Comyn.

- Judith Lovat : Docteur chargé des systèmes d'entretien des besoins vitaux. Elle a la quarantaine et participe également à l'expédition d'exploration. Lors du premier « vent de folie », elle rencontre un être particulier, un indigène télépathe de la planète, ce que les autres livres de la série nomment un chieri. Elle tombe enceinte de cet être. Ce faisant, elle est probablement le point de départ des légendes fondatrices de Ténébreuse, et de manière certaine des grandes familles de Comyns.

## Place dans le cycle
La Planète aux vents de folie est le roman introducteur à la "romance" de Ténébreuse. Il situe factuellement l'arrivée accidentelle des terriens sur cette planète inhospitalière, et pose de nombreuses fondations aux thèmes qui seront développés par la suite par Marion Zimmer Bradley dans les nombreux romans de la série : le choix d'un équilibre écologique par une société peu technologique, la compréhension entre les personnes, les capacités extra-sensorielles et pouvoir psy, intelligences non-humaines, société considérant de manière particulière les liens de famille et d'adoption.

## Détail des éditions
La première édition française a été chez les éditions Albin Michel, en 1977. La série passe ensuite chez Presse Pocket.